# Jesús Arambarri (cyclisme)
Pour les articles homonymes, voir Jesus Arambarri.
Arambarri  Arregui est un nom espagnol. Le premier nom de famille, en général paternel, est Arambarri ; le second, en général maternel, souvent omis, est Arregui.
Jesús Arambarri, né le 1er juin 1964 à Azkoitia, est un coureur cycliste espagnol.

## Biographie
En 1985, Jesús Arambarri représente l'Espagne au championnat du monde amateur de cyclo-cross, où il se classe quarante-cinquième,. L'année suivante, il se fait remarquer sur route en remportant le Tour de la Bidassoa ainsi que la Subida a Gorla. Il passe ensuite professionnel en cours de saison au sein de l'équipe Seat-Orbea. Principalement équipier, il participe au Tour d'Italie en 1987.
En 1989, il dispute son deuxième Tour d'Italie au service de Marino Lejarreta. Il obtient par ailleurs de bons résultats au niveau individuel en terminant troisième d'une étape du Tour de Catalogne, quatrième de la Subida al Naranco, cinquième du Tour de La Rioja ou encore dixième de la Classique d'Ordizia. Après ses performances, il est recruté par la structure CLAS-Cajastur, qu'il rejoint en 1990. Sa carrière est néanmoins brusquement interrompue par un problème cardiaque, qui le contraint à abandonner la compétition[réf. nécessaire].

## Palmarès
- 1986
  - Tour de la Bidassoa
  - Subida a Gorla
  - 2e du Tour de Castellón

## Résultats sur les grands tours

### Tour d'Italie
2 participations
- 1987 : abandon (9e étape)
- 1989 : 45e